# Amblyjoppa celebica
Amblyjoppa celebica là một loài tò vò trong họ Ichneumonidae.